# Evropský region Dunaj-Vltava
Evropský region Dunaj-Vltava je trinacionální svazek českých, německých a rakouských regionů, který se rozkládá na ploše 60.000 km2 a žije v něm zhruba 6 milionů obyvatel.

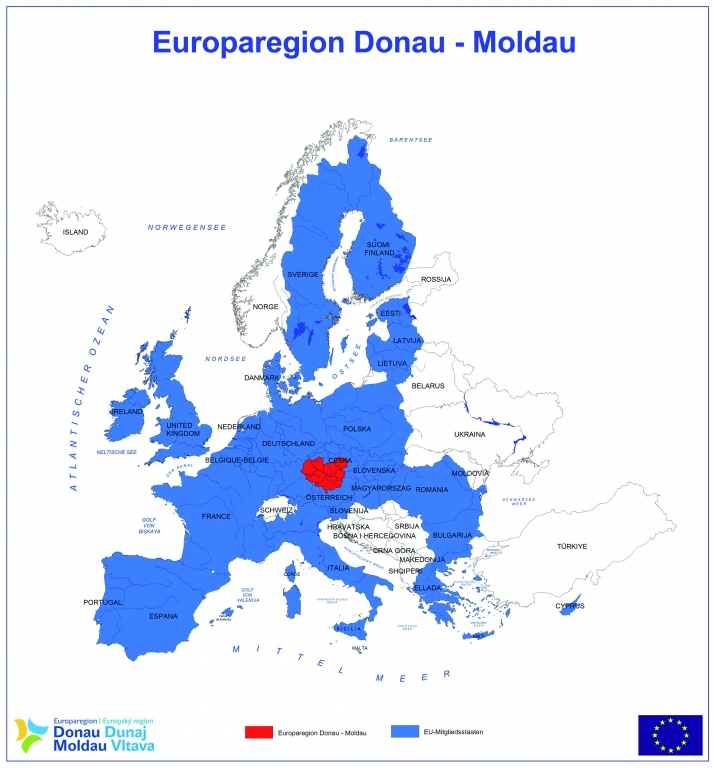
ERDV zobrazený na mapě Evropy

## Evropský region Dunaj-Vltava (ERDV)

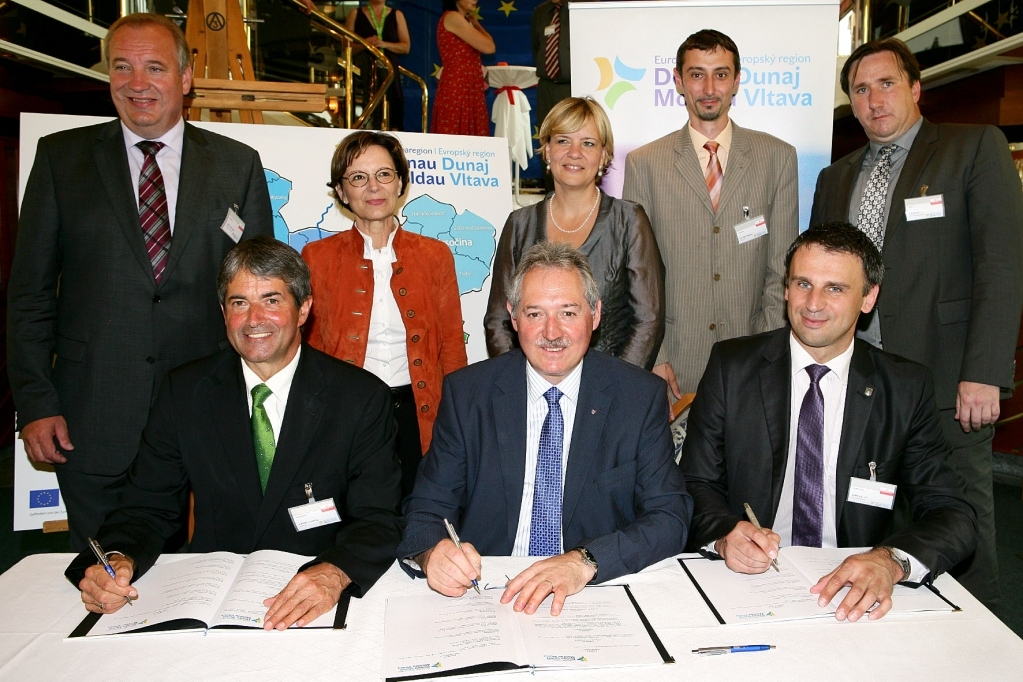
Podpis smlouvy o založení Evropského regionu Dunaj-Vltavav Linci v roce 2012

Hospodářský, sociální a společenský rozvoj v Bavorsku, Česku a v Rakousku není již mnoho let definován hraničními liniemi. Během této doby se příhraniční regiony navzájem přiblížily a pracují na společných projektech, například v oblasti hospodářství, turismu, kultury, sociální sféry nebo vzdělání. Pro zúčastněné obce a regiony je přínosné spolupracovat se svými sousedy i přesto, že je jejich domov v jiné zemi. V průběhu let byly vybudovány sítě, které přesahují hranice a zvyšují tak atraktivitu regionů. Mnoho projektů, které byly v posledních letech společně realizovány, svědčí o výrazném zájmu spolupracovat se sousedními regiony. V rámci Evropského regionu mohou být společné plány a projekty zpracovávány ještě efektivněji a v užším souladu. Proto založilo 7 regionů na pomezí tří zemí – Česka, Německa a Rakouska – 30. června 2012 „Evropský region Dunaj-Vltava".

## Členové

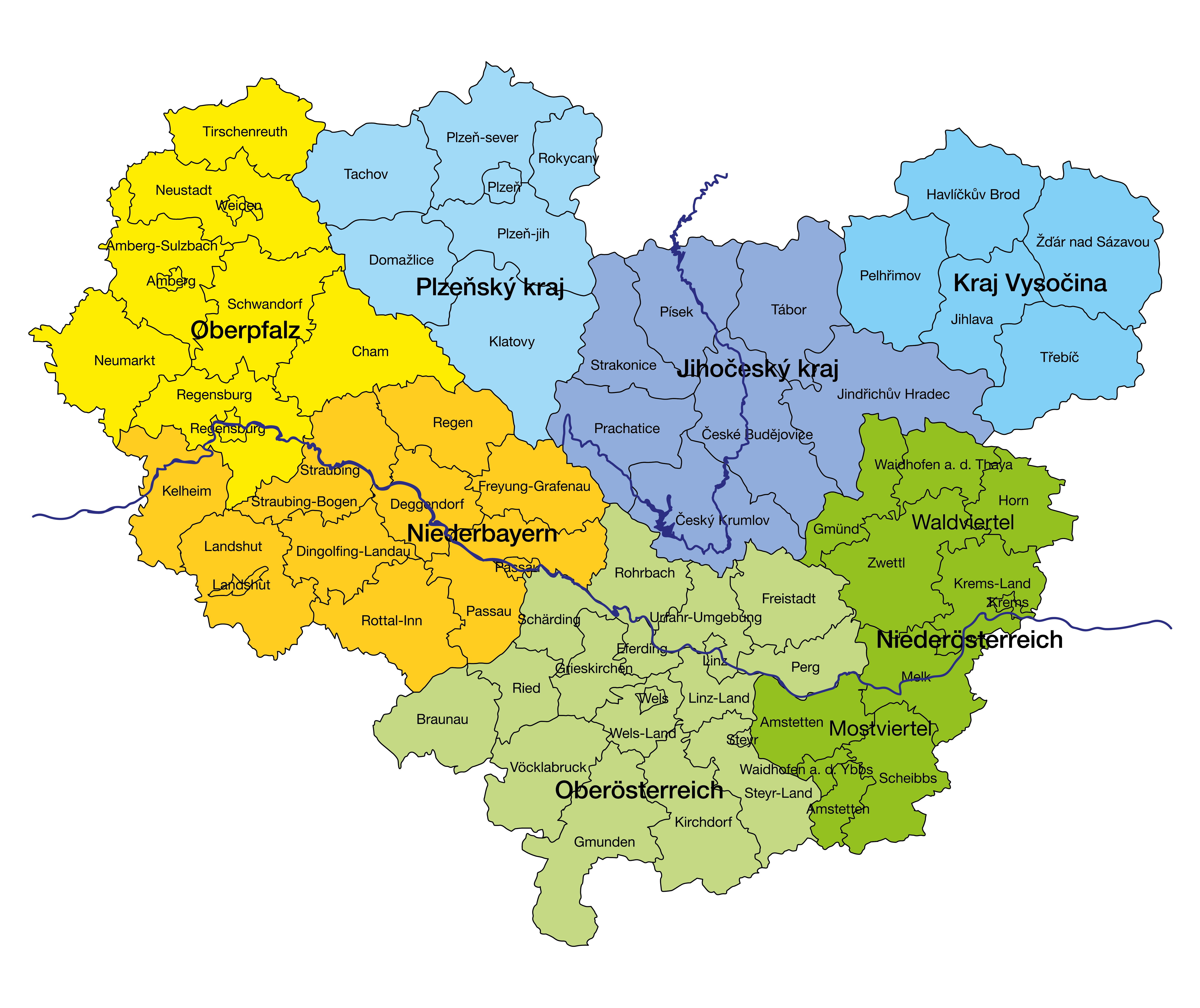
Oblast Evropského regionu Dunaj-Vltava

Evropský region Dunaj-Vltava je trilaterální uskupení, které bylo ve formě pracovního společenství dohodnuto na politické úrovni, a které zahrnuje sedm partnerských regionů:
- Horní Rakousko
- Dolní Rakousko (oblasti Most- a Waldviertel),
- Dolní Bavorsko,
- Oberpfalz,
- Plzeňský kraj,
- Jihočeský kraj
- Kraj Vysočina.

## Cíle

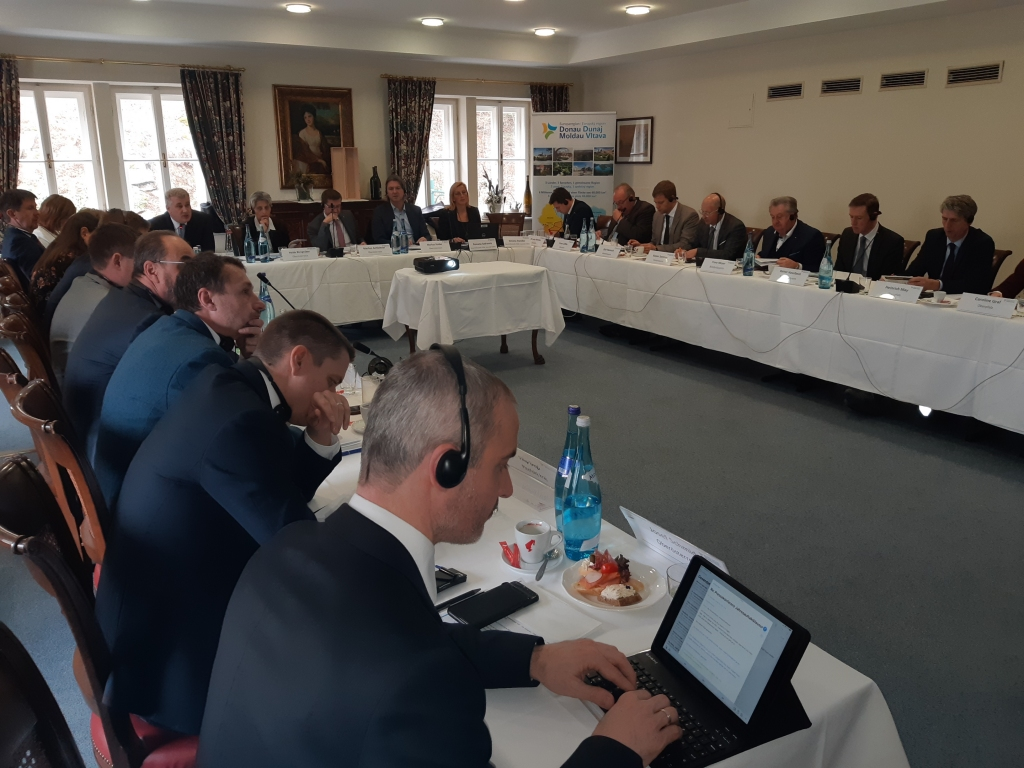
Zasedání Prezidia ERDV

Partnerské regiony chtějí svou trilaterální spoluprací utvářet Evropský region Dunaj-Vltava jako:
- region, ve kterém mají lidé budoucnost,
- atraktivní životní a hospodářský prostor mezi metropolními regiony/ aglomeracemi,
- silného partnera pro evropskou politiku,
- učící se a dynamický region.

Všichni partneři dále chtějí:
- společně vyvíjet a budovat budoucnost ERDV,
- společně zachovat a posilovat neporušený životní, přírodní i kulturní prostor,
- spoluprací univerzit a škol vybudovat výzkumné a vzdělávací možnosti,
- spoluprací podniků vytvořit zajímavá pracovní místa,
- podporovat konkurenceschopné podniky spoluprací politiky se správami.

## Obsahová práce

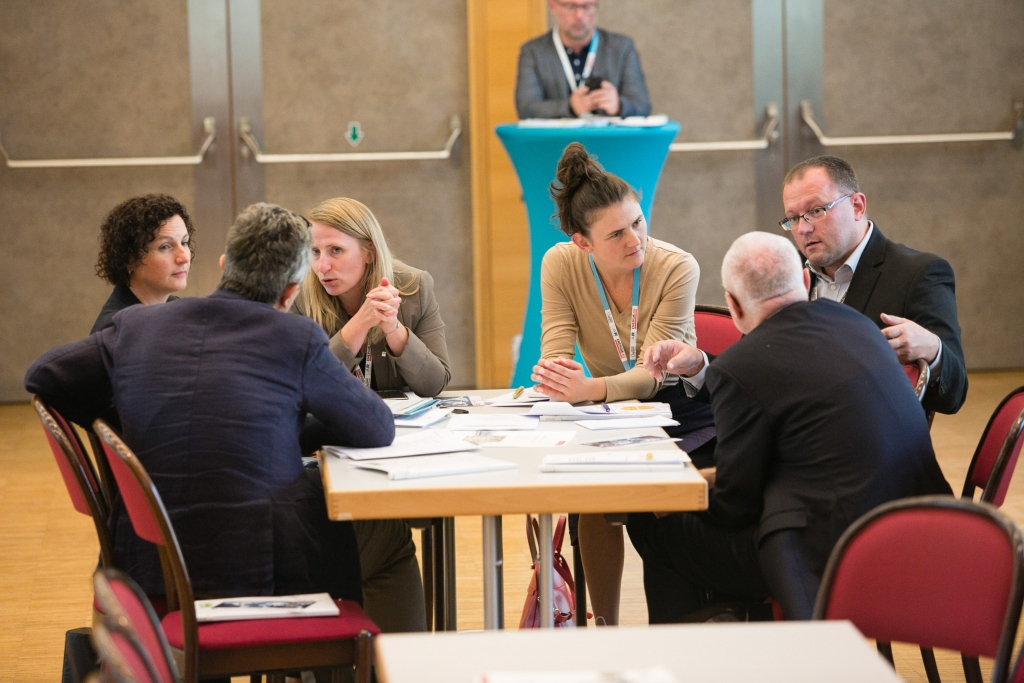
Diskuse v rámci odborné konference ERDV na téma průmysl 4.0

Od roku 2019 se ERDV věnuje novému střednědobému strategickému zaměření pod heslem „ERDV - prostor pro Společnost 4.0" s podtématy průmysl 4.0, zdravotnictví a cestovní ruch:

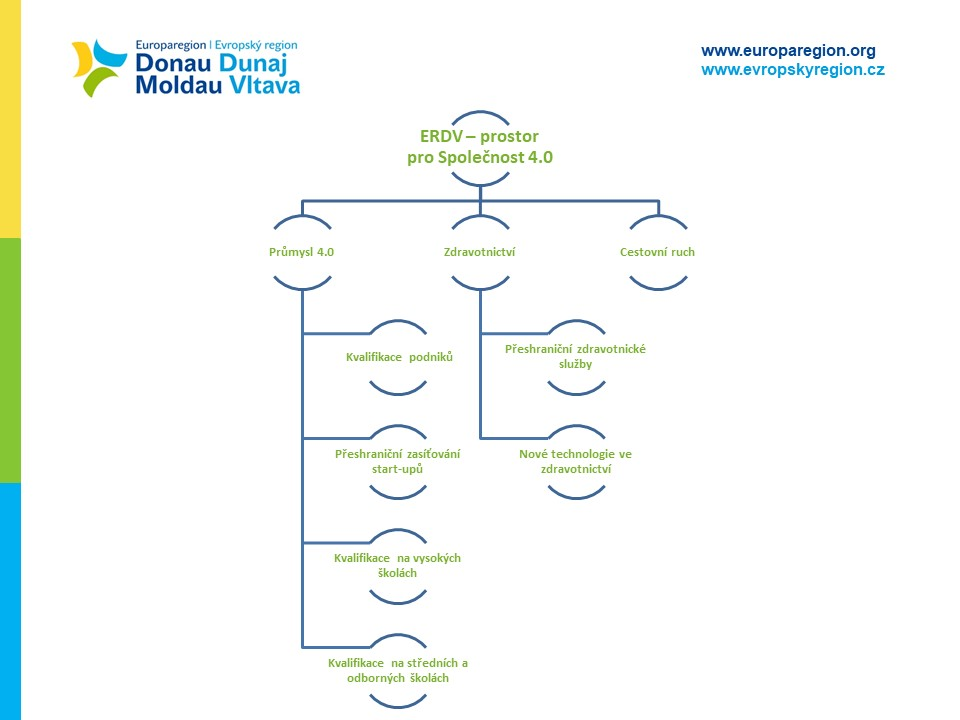
Přehled prioritního tématu ERDV - prostor pro Společnost 4.0

Do každého podtématu jsou zapojeni experti všech sedmi regionů. Jejich úkolem je vymyslet konkrétní opatření v rámci strategie ERDV a podporovat projekty z odborného hlediska prostřednictvím svých znalostí a kontaktů.